# Josep Maria Pons Irazazábal
Pour les articles homonymes, voir Pons.
Josep Maria Pons Irazazábal, né le 12 avril 1948 à Palma, est un diplomate espagnol.

## Biographie
Il a été président du RCD Mallorca du 8 juillet au 27 septembre 2010. Du 28 juin 2008 au 23 juillet 2010, il était l'ambassadeur de l'Espagne en Autriche ; il a cessé par mesure de précaution après avoir été accusé à tort de harcèlement sexuel. Il a été l'ambassadeur de l'Espagne aux Pays-Bas, au Danemark et en Lituanie. Son frère Félix Pons, mort d'un cancer le 2 juillet 2010, était un homme politique espagnol qui a présidé le Congrès des députés (Espagne) de 1986 à 1996. 